# Piet de Wit (Radsportler)

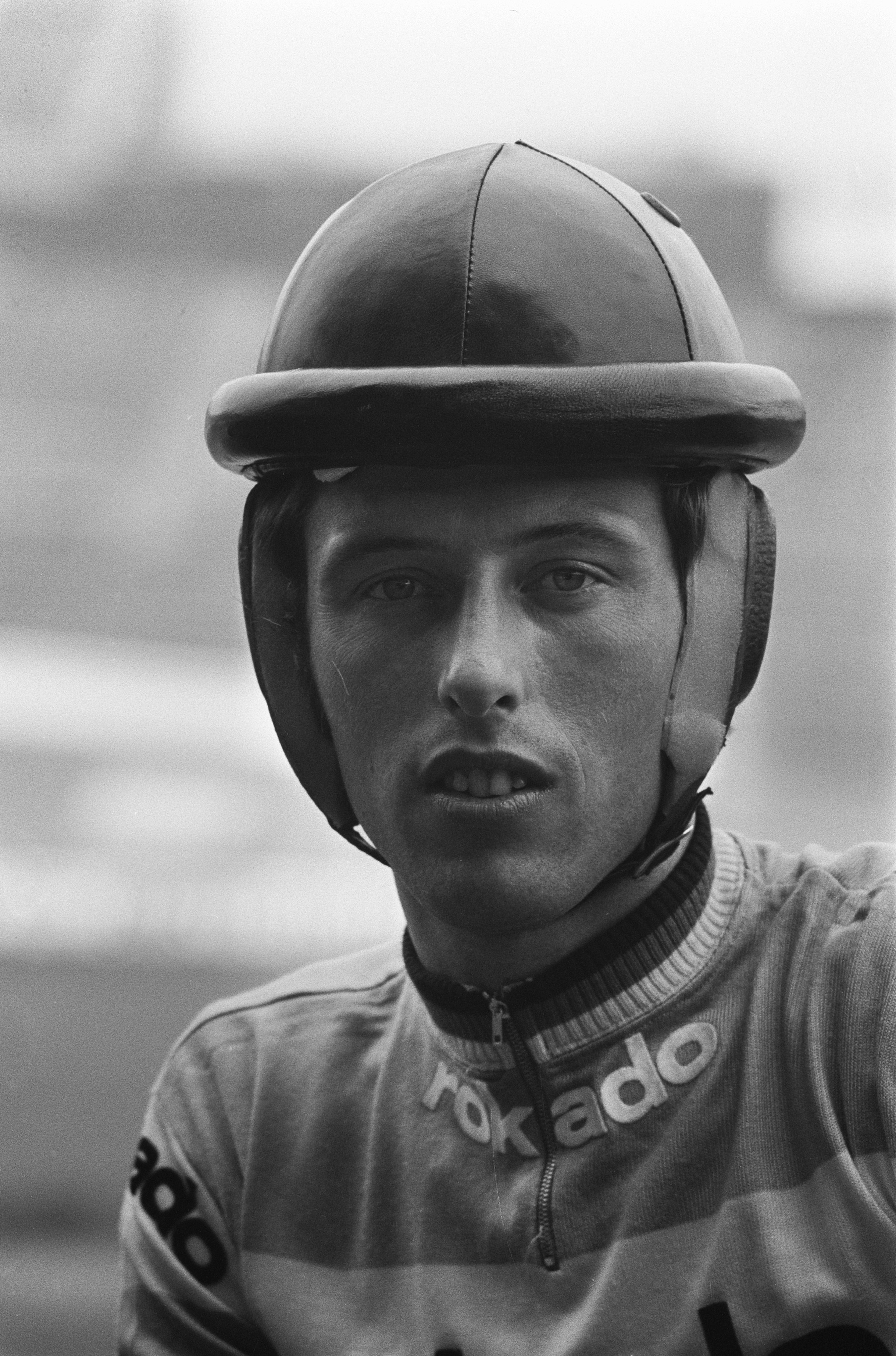
Piet de Wit, 1973

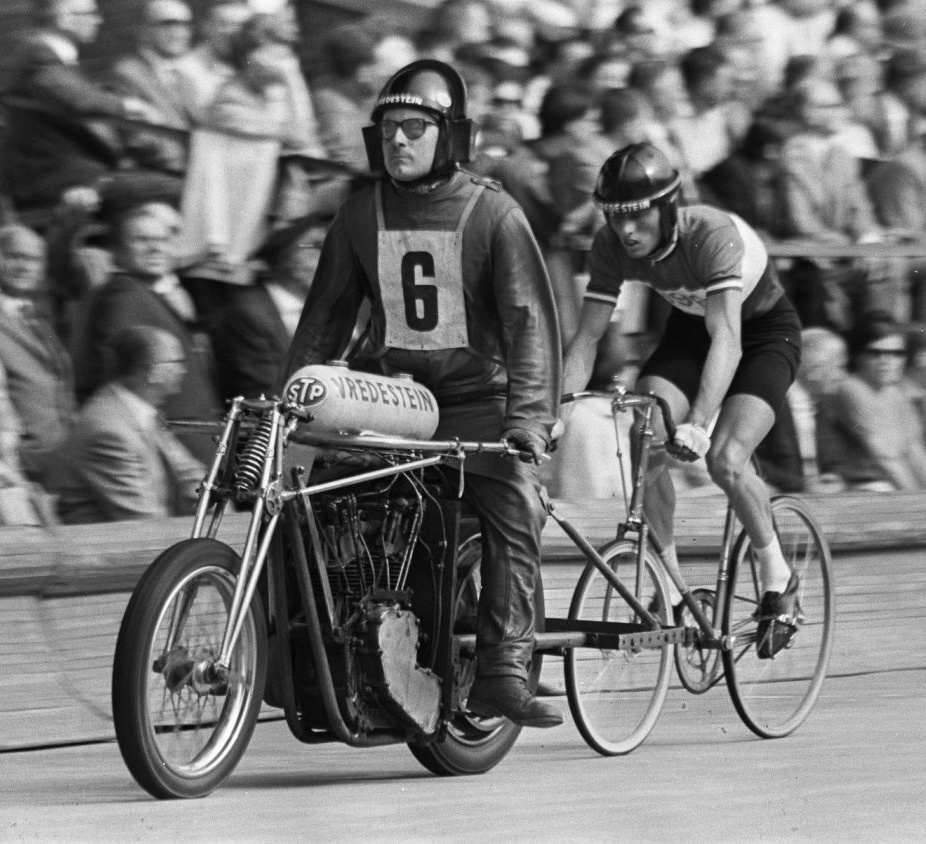
Piet de Wit bei der Bahn-WM 1967, hinter Norbert Koch

Piet de Wit (* 6. März 1946 in Wormer) ist ein ehemaliger niederländischer Bahnradsportler.

## Sportliche Laufbahn
Piet de Wit wuchs auf in einer Familie mit drei Geschwistern, seine Eltern waren in der Fahrradbranche tätig. Als Jugendlicher begann er mit dem Radsport, betrieb aber auch Schlittschuhlaufen sowie Ringen. In seinem ersten Jahr in der Debütantenklasse gewann er auf Anhieb 14 Rennen.
1966 und 1967 gewann de Wit hinter dem Schrittmacher Norbert Koch den Weltmeistertitel der Amateur-Steher. Viermal gewann er auch einen niederländischen Titel auf der Bahn. Von 1968 bis 1974 war er Profi. Er startete auch bei 61 Sechstagerennen; 1973 konnte er das in Zürich gemeinsam mit Leo Duyndam gewinnen. 1973 wurde er Dritter bei den Europameisterschaften im Steherrennen, 1974 Zweiter.

## Berufliches
Nach Beendigung seiner Radsport-Karriere übernahm de Wit das Fahrradgeschäft der Familie in seinem Heimatort und konnte die geschäftlichen Aktivitäten ausweiten. 1994 zog er sich aus dem Geschäft zurück. Mehrere Jahre war er Manager des niederländischen Bahn-Teams und betreibt nebenher seine sportlichen Hobbys, Radfahren und Korfball.